# 乌巴唐
乌巴唐（葡萄牙語：Ubatã）是巴西巴伊亚州的一个市镇。总面积332.985平方公里，总人口18815人，人口密度56.5人/平方公里。